# Райнхард Зелтен
Райнхард Зелтен (на немски: Reinhard Selten) е немски икономист със значителен принос в теорията на игрите и сред основоположниците на експерименталната икономика.
През 1994 г., заедно с Джон Харшани и Джон Неш, получава Наградата за икономически науки на Шведската банка в памет на Алфред Нобел.